# Guillermo Maripán
Guillermo Alfonso Maripán Loaysa, född 6 maj 1994 i Vitacura, är en chilensk fotbollsspelare som spelar för Torino.

## Klubbkarriär
Den 24 augusti 2019 värvades Maripán av Monaco, där han skrev på ett femårskontrakt. Den 29 augusti 2024 värvades Maripán av Serie A-klubben Torino, där han skrev på ett tvåårskontrakt.

## Landslagskarriär
Maripán debuterade för Chiles landslag den 11 januari 2017 i en 1–1-match mot Kroatien. Han var uttagen i Chiles trupp till Copa América 2019.